# Moto Guzzi Monocilindrica racers
De Moto Guzzi Monocilindrica racers waren twee racemotorfietsen die door het merk Moto Guzzi in de jaren vijftig werden ingezet in het wereldkampioenschap wegrace.

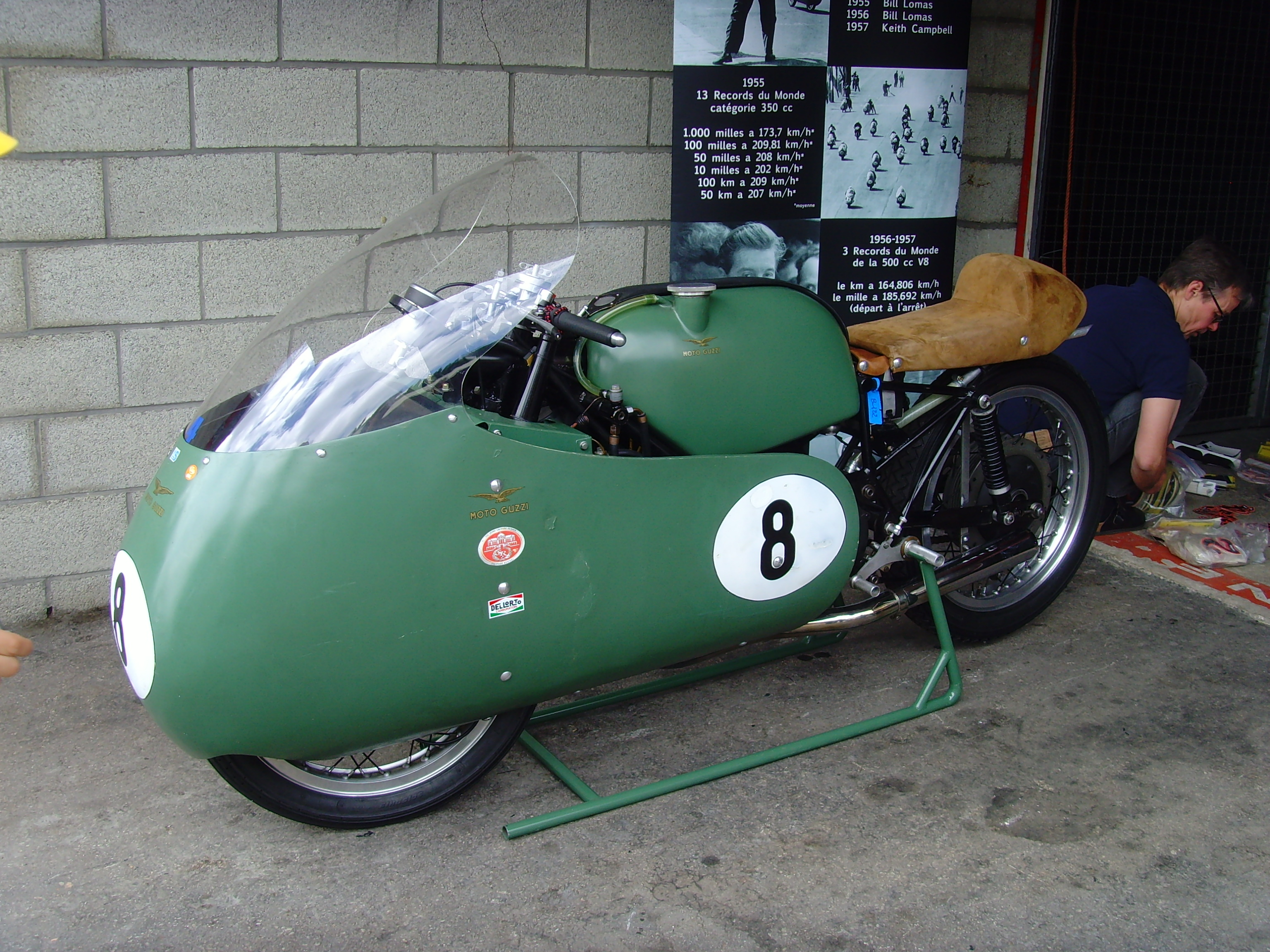
De Monocilindrica 350 in zijn versie uit 1956

## Voorgeschiedenis
Moto Guzzi had al vanaf 1921 eencilinder racemotoren ingezet in de 250- en de 500 cc klasse. Aan het einde van de jaren veertig, toen het Wereldkampioenschap door de FIM was ingesteld, werd de 500 cc titel bestreden met de Bicilindrica 500 tweecilinder en de Gambalunga eencilinder. De resultaten waren echter slecht, ook al omdat er maar aan weinig wedstrijden werd deelgenomen. In 1952 was al de vrij spectaculaire Quattro Cilindri 500 cc vierciliinder verschenen. Bovendien had men al in 1950 een eigen windtunnel geopend, waardoor men veel ontwikkelingen kon verrichten op het gebied van stroomlijnkuipen. De Quattro Cilindri had een aantal nadelen: door de uit aluminium geklopte vogelbek en -druppelstroomlijn was de machine te zwaar om op bochtige circuits voordeel te hebben van zijn stroomlijn, en bovendien werkte het kantelmoment van de langsgeplaatste krukas het sturen tegen. Er ontstond dus opnieuw behoefte aan een lichte, wendbare 500 cc racer. Bovendien was men van plan ook te gaan deelnemen in de (voor Moto Guzzi) nieuwe 350 cc klasse.

## Monocilindrica 350
De 350 cc klasse was in Italië niet erg populair, en in de wegraces werd ze gedomineerd door de Britse merken AJS, Velocette en Norton. Maar na een succesvolle race met de "oude" 250 cc OHC Moto Guzzi Gambalunghino in 1953 begon men te spelen met de gedachte op basis van deze machine een 350 cc racer te ontwikkelen.

### 317cc
De eerste poging werd gedaan door de boring en slag op 72 x 78 mm te brengen, waardoor een cilinderinhoud van 317,6 cc werd verkregen. Dit waren de maximale verhoudingen die het carter toestond. Deze machine leverde al 31 pk bij 7.700 tpm en dat was meteen genoeg om de Grand Prix van Hockenheim te winnen én een derde plaats te behalen in de TT van Man.

### 345cc en 349cc
Door de boring op 75 mm te brengen kwam de machine hierna aan 344,6 cc, en kort daarop werd ook de slag nog iets groter, 79 mm, waardoor de cilinderinhoud op 349 cc kwam. De machine kreeg een 35 mm carburateur, de inlaatklep mat 37 mm en de uitlaatklep 32 mm. Afwisselend werd met een vier- of vijfversnellingsbak gereden. De compressieverhouding was 9,5:1 en het vermogen was 33 pk bij 7.500 tpm, waarmee een topsnelheid van 210 km per uur gehaald kon worden. Enrico Lorenzetti won ermee in Assen en Fergus Anderson won in Spa-Francorchamps, Rouen en Bremgarten en in Monza was het succes compleet: Lorenzetti won, Anderson werd tweede en Duilio Agostini werd derde. In Barcelona wist Fergus Anderson zelfs de 500cc-race te winnen met de 350 cc Moto Guzzi.

### DOHC
In 1954 werd de motor herzien. De slag werd weer korter (boring x slag bedroegen nu 80 x 69,5 mm) waardoor de machine meer toeren kon draaien. De belangrijkste wijziging was echter die aan de cilinderkop. Er waren nu dubbele bovenliggende nokkenassen aan boord. De aandrijving van die nokkenassen gebeurde met een koningsas. Hierdoor kwam 35 pk bij 7.800 tpm vrij. In veel gevallen werd nu de volledige druppelstroomlijn gebruikt, waarbij de benzinetanks laag waren geplaatst in de zijkanten van de kuip. Met deze configuratie werden nog vier wereldtitels behaald: In 1954 door Fergus Anderson, in 1955 en 1956 door Bill Lomas en in 1957 door Keith Campbell.

### Recordpogingen
Met de 350 werden een aantal wereldsnelheidsrecords gevestigd. In maart 1955 werd in Montlhéry een werelduurrecord gevestigd met een gemiddelde snelheid van 210,130 km/h. De 1.000 mijl werd afgelegd met een gemiddelde van 173,700 km/h, de 2.000 km met een gemiddelde van 164,660 km/h en de 12 uren met een gemiddelde van 164,570 km/h. In oktober kwam het team terug in Montlhéry en toen werd er gereden met een gestroomlijnd zijspan aan de 350. Met de voorgeschreven ballast van 60 kg reden Fergus Anderson en Bill Lomas een aantal records: de 10 km met een gemiddelde van 196,190 km/h en de twee uur met een gemiddelde van 155.560 km/h. Zonder zijspan reed men de 50 km met 163,480 gemiddeld. Ook in oktober 1956 werden een aantal nieuwe records gevestigd.

## Monocilindrica 500
Op basis van de 350 cc racer werd ook een 500 cc versie gebouwd. Aanvankelijk had ook die een enkele bovenliggende nokkenas, en in 1954 werd ook deze machine omgebouwd naar een DOHC motor. In tegenstelling tot de 350 cc uitvoering was de 500 geen succes, net zomin als de 500 cc Quattro Cilindri, die tegelijkertijd, afwisselend met de monocilindrica, werd ingezet in wedstrijden. Wel opmerkelijk was dat Giuseppe Mandolini met een Monocilindrica 500 vijfde wist te worden in de GP des Nations van 1967.

## Stroomlijnkuipen en modificaties
Zowel met de 350- als de 500 werd uitgebreid geëxperimenteerd met de stroomlijnkuipen. Ook de plaats van de tank was onderdeel van deze proeven. In 1954 werd een tonvormige tank onder de dummytank gehangen. Omdat beide modellen een benzinepomp hadden, kon men de tank eigenlijk overal kwijt. Vooral de druppelstroomlijn werd steeds vaker gebruikt, en Fergus Anderson had een voorkeur voor een volledig ingekapselde achterkant. In 1955 werden twee tanks toegepast, met een totale capaciteit van 30 Liter. In 1956 deed de bovenste framebuis dienst als olietank, terwijl de stroomlijnkuip haar uiteindelijke vorm kreeg.

## Technische gegevens
| Moto Guzzi Monocilindrica | 317                                    | 345                                    | 350 | 500                                    |
| ------------------------- | -------------------------------------- | -------------------------------------- | --- | -------------------------------------- |
| Periode                   | 1953                                   | 1953                                   | 1953-1957 | 1954-1957                              |
| Motortype                 | OHC                                    | OHC                                    | OHC, vanaf 1954: DOHC                                                                                                | OHC, vanaf eind 1954: DOHC             |
| Bouwwijze                 | Dwarsgeplaatste liggende eencilinder   | Dwarsgeplaatste liggende eencilinder   | Dwarsgeplaatste liggende eencilinder                                                                                 | Dwarsgeplaatste liggende eencilinder   |
| Cilinder                  | Aluminium                              | Aluminium                              | Aluminium | Aluminium                              |
| Cilinderkop               | Aluminium                              | Aluminium                              | Aluminium | Aluminium                              |
| Klepopstelling            | 2 kopkleppen                           | 2 kopkleppen                           | 2 kopkleppen | 2 kopkleppen                           |
| Klepbediening             | Koningsas                              | Koningsas                              | Koningsas | Koningsas                              |
| Carburateur               | Dell'Orto                              | Dell'Orto                              | Dell'Orto 35 mm later 40 mm                                                                                          | Dell'Orto                              |
| Ontsteking                | Magneet                                | Magneet                                | Bobine | Bobine                                 |
| boring                    | 72 mm                                  | 75 mm                                  | 75 mm Vanaf 1954: 80 mm In 1957: 75 mm                                                                               | 88 mm                                  |
| slag                      | 78 mm                                  | 78 mm                                  | 79 mm Vanaf 1954: 69,5 mm In 1957: 79 mm                                                                             | 82 mm                                  |
| Cilinderinhoud            | 317,6 cc                               | 344,6 cc                               | 349 cc vanaf 1954: 349,3 cc In 1957: 349 cc                                                                          | 498,7 cc                               |
| Smeersysteem              | Dry-sump                               | Dry-sump                               | Dry-sump | Dry-sump                               |
| Compressieverhouding      | Onbekend                               | Onbekend                               | 9,5:1 | Onbekend                               |
| Max. Vermogen             | 31 pk bij 7.700 tpm                    | Onbekend                               | 33 pk bij 7.500 tpm Vanaf 1954: 35 pk bij 7.800 tpm In 1957: 38 pk bij 8.000 tpm                                     | 42 pk bij 7.000 tpm                    |
| Topsnelheid               | Onbekend                               | Onbekend                               | 210 km/h | 230–240 km/h                           |
| Primaire aandrijving      | tandwielen                             | tandwielen                             | tandwielen | tandwielen                             |
| Koppeling                 | meervoudige natte platenkoppeling      | meervoudige natte platenkoppeling      | meervoudige natte platenkoppeling                                                                                    | meervoudige natte platenkoppeling      |
| Versnellingen             | 4 Voetgeschakeld                       | 4 Voetgeschakeld                       | 4 of 5 Voetgeschakeld                                                                                                | 5 Voetgeschakeld                       |
| Secundaire aandrijving    | ketting                                | ketting                                | ketting | ketting                                |
| frame                     | brugframe                              | brugframe                              | brugframe | brugframe                              |
| Wielbasis                 | 1.470 mm                               | 1.470 mm                               | 1.420 mm | Onbekend                               |
| Vering vóór               | Schommelvoorvork                       | Schommelvoorvork                       | Schommelvoorvork | Schommelvoorvork                       |
| Vering achter             | Swingarm met hydraulische schokdempers | Swingarm met hydraulische schokdempers | Swingarm met hydraulische schokdempers                                                                               | Swingarm met hydraulische schokdempers |
| Banden                    | Onbekend                               | Onbekend                               | Vóór 19" x 2.75, achter 19" x 3.00 Vanaf 1954: Vóór 19" x 2.75, achter 20" x 3.00 In 1957: Vóór en achter 19" x 2.50 | Onbekend                               |
| Rem(men)                  | Trommelrem vóór en achter              | Trommelrem vóór en achter              | Trommelrem vóór en achter                                                                                            | Trommelrem vóór en achter              |
| Gewicht                   | 127 kg                                 | 127 kg                                 | 122 kg Vanaf 1954: 123 kg                                                                                            | Onbekend                               |
| Tankinhoud                | 21 Liter                               | 21 Liter                               | 21 Liter Vanaf 1954: 30 Liter                                                                                        | 30 Liter                               |